# Timonius oligophlebius
Timonius oligophlebius är en måreväxtart som beskrevs av Elmer Drew Merrill. Timonius oligophlebius ingår i släktet Timonius och familjen måreväxter. Inga underarter finns listade i Catalogue of Life.